# Bat Out of Hell III: The Monster Is Loose
Bat Out of Hell III: The Monster Is Loose (engl. für: Fledermaus aus der Hölle III: Das Monster ist los) ist das neunte Studioalbum des US-amerikanischen Rockmusikers Meat Loaf. Es erschien 2006 und ist nach Bat Out of Hell (1977) und Bat Out of Hell II: Back into Hell (1993) das letzte Album der Reihe.
Das Album wurde von Desmond Child produziert und enthält Stücke von diversen Komponisten darunter Diane Warren, James Michael, Desmond Child, Nikki Sixx, John 5, und Jim Steinman. Als Gastmusiker waren unter anderem Todd Rundgren, Marion Raven, Jennifer Hudson, Patti Russo, Brian May, John Shanks und Steve Vai  beteiligt.

## Kontroverse um das Warenzeichen „Bat Out of Hell“
Die Arbeiten zum Album begannen im November 2005, das Desmond Child produzierte. Bei einem Konzert in Jones Beach, New York, sang Meat Loaf das Lied Only When I Feel, und er versprach Jim Steinman, der alleiniger Komponist, Produzent und Arrangeur der vorangegangenen Teile der Serie Bat out of Hell war, dass es auf dem neuen Album erscheinen werde. Ebenfalls während eines Konzerts in Durham, New Hampshire, schrieb er das Stück Jim und verkündete, dass die beiden an einem neuen Album arbeiten würden. Meat Loaf nahm aber das Lied, dessen voller Titel (It Hurts) Only When I Feel ist, nicht auf; es wurde von The Dream Engine veröffentlicht. Allerdings war ein Teil des Stückes bereits 2003 als If It Ain't Broke (Break It) von Mike Vogel im Rahmen des Soundtracks zum MTV-Film Wuthering Heights veröffentlicht worden.
In einem BBC Radio 2-Radiointerview, das im April 2006 ausgestrahlt wurde, erklärte Meat Loaf, dass Jim Steinman nicht am Album Bat Out of Hell III mitarbeiten werde. Meat Loaf vermarktete das Album allerdings weiterhin unter dem Warenzeichen Bat Out of Hell, an dem Steinman seit 1995 die Rechte hat. Meat Loaf nahm das Album ohne Steinmans Beteiligung auf und beantragte 2005 die Aufgabe des Warenzeichens durch Steinman, um es auf sich zu übertragen. Seine Begründung war, man würde Meat Loaf mit dem Ausdruck Bat out of Hell in Verbindung bringen, auch wenn Steinman der Komponist des Albums sei. Der Fall landete vor der Prozess- und Beschwerdekammer für Warenzeichen, bis im Juli 2006 ein außergerichtlicher Kompromiss erreicht wurde. Die Bedingungen sind wie folgt:
- Jim Steinman bleibt weiterhin offizieller Eigentümer des Warenzeichens in den USA.
- Meat Loaf darf Bat Out of Hell III: The Monster Is Loose veröffentlichen.
- Meat Loaf wird untersagt, in Zukunft Material unter dem Warenzeichen Bat Out of Hell zu veröffentlichen.
- Jim Steinman kann den Namen Bat Out of Hell in Zukunft nutzen, beispielsweise als Bühnenmusical oder Film.
- Jim Steinman ist es verboten, negative Kommentare über Meat Loafs Album Bat Out of Hell III: The Monster Is Loose zu äußern.

In einem Bundesverfahren am 26. Mai 2006 sagte Meat Loaf, der Ausdruck Bat Out of Hell werde seit 1977 öffentlich mit ihm in Verbindung gebracht. Das Gericht stellte fest, dass der Beklagte Jim Steinman, der den Originalsong des gleichen Namens schrieb, fälschlicherweise die Besitzrechte an diesem Begriff fordere. Dem Gericht zufolge habe Steinman und sein Manager David Sonenberg versucht, die Oktober-Veröffentlichung des dritten Bat Out of Hell-Albums zu stören, indem sie behaupteten, Meat Loaf habe keinerlei Rechte, diesen Ausdruck zu verwenden.
In einem weiteren Radio-Interview bestätigte Meat Loaf das Ende des Rechtsstreits mit Steinman. Auf der Webseite von Steinmans Gruppe The Dream Engine steht, dass „Jim NICHT bei den Aufnahmen zu Bat Out of Hell III involviert ist, mit der Ausnahme, dass Meat Loaf einige seiner Songs covert“. Obwohl Steinman nicht an Aufnahmen und Produktion mitarbeitete, beinhaltet das Album sieben Songs, die von Jim Steinman geschrieben wurden, fünf davon sind Coverversionen von bereits veröffentlichten Songs. Trotz der Auseinandersetzung widmete Meat Loaf Bat Out of Hell III Jim Steinman (im Cover des Albums ist zu lesen: „For thirty years of friendship and inspiration, Bat Out of Hell III is dedicated to Jim Steinman“).

## Albumcover
Das Albumcover ist von Julie Bell und nimmt mit seinen Motiven (Held auf einem Motorrad, der gegen eine Fledermaus kämpft) ausdrücklich Bezug auf die Cover der beiden ersten Bat Out of Hell-Alben.

## Titelliste
Alle Steinman-Lieder wurden für andere Projekte geschrieben. Genau wie Bat Out of Hell II enthält auch dieses Album zwei Lieder, die im Original aus dem Album Original Sin stammen, Steinmans 1989 veröffentlichtes Konzeptalbum mit der Band Pandora’s Box. Andere Steinman-Lieder wurden für das unveröffentlichte Musical Batman: The Musical geschrieben.
| Nr. | Titel                                       | Gastmusiker                                                                     | Komponist                                               | Bemerkungen | Länge |
| --- | ------------------------------------------- | ------------------------------------------------------------------------------- | ------------------------------------------------------- | --- | ----- |
| 1   | The Monster Is Loose                        |                                                                                 | Desmond Child/Nikki Sixx/John „5“ Lowery                | | 7:12  |
| 2   | Blind as a Bat                              |                                                                                 | Desmond Child/James Michael                             | | 5:51  |
| 3   | It’s All Coming Back to Me Now              | Duett mit Marion Raven                                                          | Jim Steinman                                            | Erstmals auf dem Pandora's-Box-Album Original Sin erschienen | 6:05  |
| 4   | Bad for Good                                | Brian May                                                                       | Jim Steinman                                            | Erstmals auf Steinmans Album Bad for Good erschienen | 7:33  |
| 5   | Cry Over Me                                 |                                                                                 | Diane Warren                                            | | 4:40  |
| 6   | In the Land of the Pig, The Butcher Is King | Steve Vai                                                                       | Jim Steinman                                            | | 5:38  |
| 7   | Monstro                                     |                                                                                 | Desmond Child/Holly Knight/Elena Casals                 | | 1:39  |
| 8   | Alive                                       |                                                                                 | Desmond Child/James Michael/Holly Knight/Andrea Remanda | | 4:22  |
| 9   | If God Could Talk                           |                                                                                 | Desmond Child/Marti Frederiksen                         | | 3:46  |
| 10  | If It Ain’t Broke, Break It                 |                                                                                 | Jim Steinman                                            | | 4:50  |
| 11  | What About Love?                            | Duett mit Patti Russo (Desmond Child/Marti Frederiksen/Russ Irwin/John Gregory) |                                                         | | 6:03  |
| 12  | Seize the Night                             |                                                                                 | Jim Steinman                                            | Das Intro basiert auf dem Stück Storm aus Steinmans Album Bad for Good, das auch als Ouvertüre zu Tanz der Vampire verwendet wird. Der Rest des Lieds basiert auf dem Stück Carpe Noctem! Fühl die Nacht aus Tanz der Vampire.                         | 9:46  |
| 13  | The Future Ain’t What It Used To Be         | Duett mit Jennifer Hudson                                                       | Jim Steinman                                            | Zuerst erschienen auf Pandora’s Box's Album Original Sin und gesungen von Erika Christensen in Wuthering Heights. Die Musik für dieses Lied stammt aus dem Steinman-Musical The Confidence Man aus dem Jahr 1976 und heißt New Orleans Is Comin' to Me | 7:54  |
| 14  | Cry to Heaven                               |                                                                                 | Jim Steinman                                            | Adaptiert vom unveröffentlichten Batman-Musical und ist ein Remake von Angel's Arise aus der Broadway-Version von Tanz der Vampire | 2:22  |

Eine 'Limited Edition' wurde mit einer Begleit-DVD veröffentlicht, die ein kurzes 'Making Of'-Feature enthält, einen animierten Trailer, ein Montage-Video von The Monster is Loose sowie eine Fotogalerie und das Video von It's All Coming Back To Me Now.

## Mitwirkende
- Meat Loaf – Gesang
- Patti Russo – Gesang (What About Love?), Backing Vocal
- Marion Raven – Gesang (It's All Coming Back to Me Now)
- Jennifer Hudson – Gesang (The Future Ain't What it Used to Be)
- Eric Bazilian – Gitarre
- Paul Crook – Gitarre
- Randy Flowers – Gitarre
- Corky James – Gitarre
- John 5 – Gitarre
- David Levita – Gitarre
- Brian May – Gitarre
- John Shanks – Gitarre
- Steve Vai – Gitarre
- Clint Walsh – Gitarre
- Dan Warner – Gitarre
- Rusty Anderson – Gitarre
- Eric Sardinas – Slide-Gitarre
- Kasim Sulton – Bass, Hintergrundgesang
- Matt Rollings – Klavier, Hammond-Orgel
- Mark Alexander – Klavier, Orgel
- Victor Indrizzo – Schlagzeug
- John Micelli – Schlagzeug
- Lee Levin – Percussion
- Kenny Aronoff – Perkussion, Schlagzeug
- Lee Levin – Perkussion
- Doug Emery – Programmierung
- Harry Sommerdahl – Programmierung
- Chris Vrenna – Programmierung
- Holly Knight – Programmierung
- Stephanie Bennett: Harfe
- Bettie Ross: Orgel
- Eric Rigler: Tin Whistle
- Graham Phillips Knabensopran (Seize the Night, Cry to Heaven)
- Background Vocals: Patti Russo, Todd Rundgren, Eric Troyer, Storm Lee, Jeanette Olsson, Carolyn „CC“ Coletti-Jablonski, Diana Grasselli Storm Lee, Jason Paige, Camille Saviola, John Gregory, Marti Frederiksen, Becky Baeling, James Michael, John Gregory, Brett Cullen, Andreas Carlsson, Maria Vidal & Desmond Child.